# Central tèrmica del Port de Barcelona
La Central tèrmica del Port de Barcelona és una central termoelèctrica de cicle combinat situada al Moll de l'Energia del Port de Barcelona. Té una potència elèctrica de 850 MW, proveïda per dos grups tèrmics de configuració monoeix de 425 MW cadascun (un sol eix longitudinal al que s'hi acoblen la turbina de gas, la turbina de vapor i l'alternador) cadascun complementat amb una caldera de recuperació, i fa servir gas natural com a combustible. Pertany a l'empresa multinacional Naturgy.